# Coppa Italia Dilettanti (Fase Interregionale) 1984-1985
La fase Interregionale della Coppa Italia Dilettanti 1984-1985 è un trofeo di calcio cui partecipano le squadre militanti nel Campionato Interregionale 1984-1985. Questa è la 4ª edizione. Le 3 squadre superstiti si qualificano per i quarti di finale della Coppa Italia Dilettanti 1984-1985 assieme alle 5 della fase Promozione.

## Novità
La Lega Nazionale Dilettanti cambia la formula: invece dell'eliminazione diretta su 6 turni, predispone gironi triangolari su 4 turni.

## Primo turno
Il Rosignano Solvay elimina Cuoiopelli (1–1) e Fucecchio (1–0).
| data       | GIRONE 12                   | ris.  |
| ---------- | --------------------------- | ----- |
| 01.09.1984 | Trivignano - Pro Cervignano | 0 – 0 |
| 09.09.1984 | Manzanese - Trivignano      | 1 – 1 |
| 16.09.1984 | Pro Cervignano - Manzanese  | 1 – 1 |

| Reg. | Class. Girone 12 | P.ti | G | V | N | P | GF | GS | DR |
| ---- | ---------------- | ---- | - | - | - | - | -- | -- | -- |
| FVG  | Manzanese        | 2    | 2 | 0 | 2 | 0 | 2  | 2  | 0  |
| FVG  | Pro Cervignano   | 2    | 2 | 0 | 2 | 0 | 1  | 1  | 0  |
| FVG  | Trivignano       | 2    | 2 | 0 | 2 | 0 | 1  | 1  | 0  |

| data       | GIRONE 13                    | ris.  |
| ---------- | ---------------------------- | ----- |
| 01.09.1984 | Conegliano - Vittorio Veneto | 0 – 1 |
| 09.09.1984 | Pro Aviano - Conegliano      | 1 – 1 |
| 16.09.1984 | Vittorio Veneto - Pro Aviano | 3 – 0 |

| Div. | Class. Girone 13 | P.ti | G | V | N | P | GF | GS | DR |
| ---- | ---------------- | ---- | - | - | - | - | -- | -- | -- |
| VEN  | Vittorio Veneto  | 4    | 2 | 2 | 0 | 0 | 4  | 0  | +4 |
| VEN  | Conegliano       | 1    | 2 | 0 | 1 | 1 | 1  | 2  | –1 |
| FVG  | Pro Aviano       | 1    | 2 | 0 | 1 | 1 | 1  | 4  | –3 |

| data       | GIRONE ?                       | ris.  |
| ---------- | ------------------------------ | ----- |
| 02.09.1984 | Cassano Jonico - Policoro      | ? – ? |
| 09.09.1984 | Policoro - Castrovillari       | 1 – 1 |
| 16.09.1984 | Castrovillari - Cassano Jonico | 1 – 0 |

| Reg. | Class. Girone 12 | P.ti | G | V | N | P | GF | GS | DR |
| ---- | ---------------- | ---- | - | - | - | - | -- | -- | -- |
| CAL  | Castrovillari    | 3    | 2 | 1 | 1 | 0 | 2  | 1  | 1  |
| BAS  | Policoro         | ?    | ? | ? | ? | ? | ?  | ?  | ?  |
| CAL  | Cassano          | ?    | ? | ? | ? | ? | ?  | ?  | ?  |

## Secondo turno
Il Rosignano Solvay elimina Big Blu Castellina (4–3) e Castelfiorentino (1–1).
| data       | GIRONE 6                    | ris.  |
| ---------- | --------------------------- | ----- |
| 01.11.1984 | Miranese - Manzanese        | 2 – 0 |
| 30.12.1984 | Manzanese - Vittorio Veneto | 1 – 2 |
| 30.01.1985 | Vittorio Veneto - Miranese  | 1 – 1 |

| Reg. | Class. Girone 6 | P.ti | G | V | N | P | GF | GS | DR |
| ---- | --------------- | ---- | - | - | - | - | -- | -- | -- |
| VEN  | Miranese        | 3    | 2 | 1 | 1 | 0 | 2  | 0  | +2 |
| VEN  | Vittorio Veneto | 3    | 2 | 1 | 1 | 0 | 2  | 1  | +1 |
| FVG  | Manzanese       | 0    | 2 | 0 | 0 | 2 | 1  | 4  | –3 |

## Terzo turno
Il Rosignano Solvay elimina Pinerolo (0–0) e Andora (6–0).

## Quarto turno
Il Rosignano Solvay elimina Leffe (2–0) e Rovigo (2–1).

## Verdetti
Cynthia, Ravenna e Rosignano Solvay accedono ai quarti di finale della Coppa Italia Dilettanti 1984-1985.